# Verbindung der Schweizer Ärztinnen und Ärzte
Die Verbindung der Schweizer Ärztinnen und Ärzte (FMH, französisch Fédération des médecins suisses, italienisch Federazione dei medici svizzeri) ist ein Berufsverband der Schweizer Ärzte. Die Abkürzung FMH steht für die lateinische Form des Namens: Foederatio Medicorum Helveticorum.

## Organisation
Die FMH ist als Verein organisiert und vertritt die Interessen der Ärzteschaft in gesamtschweizerischen Angelegenheiten. Sie hat über 40'000 Mitglieder. Gleichzeitig ist sie der Dachverband für über 70 Basis- und Fachorganisationen: die kantonalen Ärztegesellschaften, die medizinischen Fachgesellschaften, der Verband Schweizerischer Assistenz- und Oberärztinnen und -ärzte (VSAO) und der Verein der Leitenden Spitalärzte der Schweiz (VLSS). Voraussetzung für eine Mitgliedschaft in der FMH ist ein eidgenössisches oder gleichwertiges Arztdiplom sowie eine frühere oder aktuelle  Ausübung einer Tätigkeit im Gesundheitsbereich. Ordentliche Mitglieder erwerben gleichzeitig die Mitgliedschaft in einer der Basisorganisationen.
Verschiedene Organe nehmen die für die Verbandspolitik notwendigen Funktionen wahr. Oberstes Organ ist – nach der Gesamtheit aller Mitglieder – die Ärztekammer. Dieses «Parlament» der FMH tagt zweimal jährlich und zählt 200 stimmberechtigte Delegierte der Basis- und Fachorganisationen. Die Ärztekammer bestimmt die Grundzüge der Verbandspolitik, überwacht die anderen Organe und trifft die für alle Mitglieder verbindlichen Beschlüsse.
Der Zentralvorstand ist das leitende Organ der FMH. Er vertritt die FMH gegenüber Behörden und Öffentlichkeit und wirkt in zahlreichen Institutionen des Gesundheitswesens mit. Unter anderem arbeitet er die politischen und strategischen Zielsetzungen aus und setzt die Beschlüsse der Ärztekammer und der Delegiertenversammlung um. Seine Mitglieder werden jeweils für vier Jahre von der Ärztekammer gewählt.
Die Delegiertenversammlung besteht aus 33 Mitgliedern der Dachverbände, die fünf bis sechsmal im Jahr zusammenkommen. Die Delegiertenversammlung behandelt alle wichtigen gesundheits- und standespolitischen Angelegenheiten und legt – gemäss der von der Ärztekammer beschlossenen inhaltlichen Ausrichtung – den politischen Handlungsrahmen fest.
Als Stabsstelle der FMH fungiert das Generalsekretariat. Es ist für die Koordination zwischen der strategisch-politischen und der operativen Ebene der FMH verantwortlich.

## Aufgaben
Die FMH setzt sich für die Interessen ihrer Mitglieder, für eine Behandlungsqualität für Patienten sowie für eine finanzierbare medizinische Versorgung ein. Im politischen und gesetzgeberischen Entscheidungsprozess bringt sie unter anderem die ärztlichen Standpunkte ein, arbeitet an der Gestaltung und Pflege der Tarifstrukturen mit und fungiert mit der ärzteeigenen Schweizerischen Akademie für Qualität in der Medizin SAQM als Ansprechpartnerin für medizinische Qualitätsthemen auf nationaler Ebene.
Als autonomes Organ der FMH ist das Schweizerische Institut für ärztliche Weiter- und Fortbildung SIWF dafür zuständig, eidgenössische Weiterbildungstiteln für Fachärztinnen und -ärzte zu erteilen, die Weiterbildungs- und Fortbildungsordnungen zu erlassen sowie Kliniken und Arztpraxen als anerkannte Weiterbildungsstätten zu zertifizieren. Das Medizinalberufegesetz (MedBG) bildet die Grundlage für die Tätigkeit des SIWF.

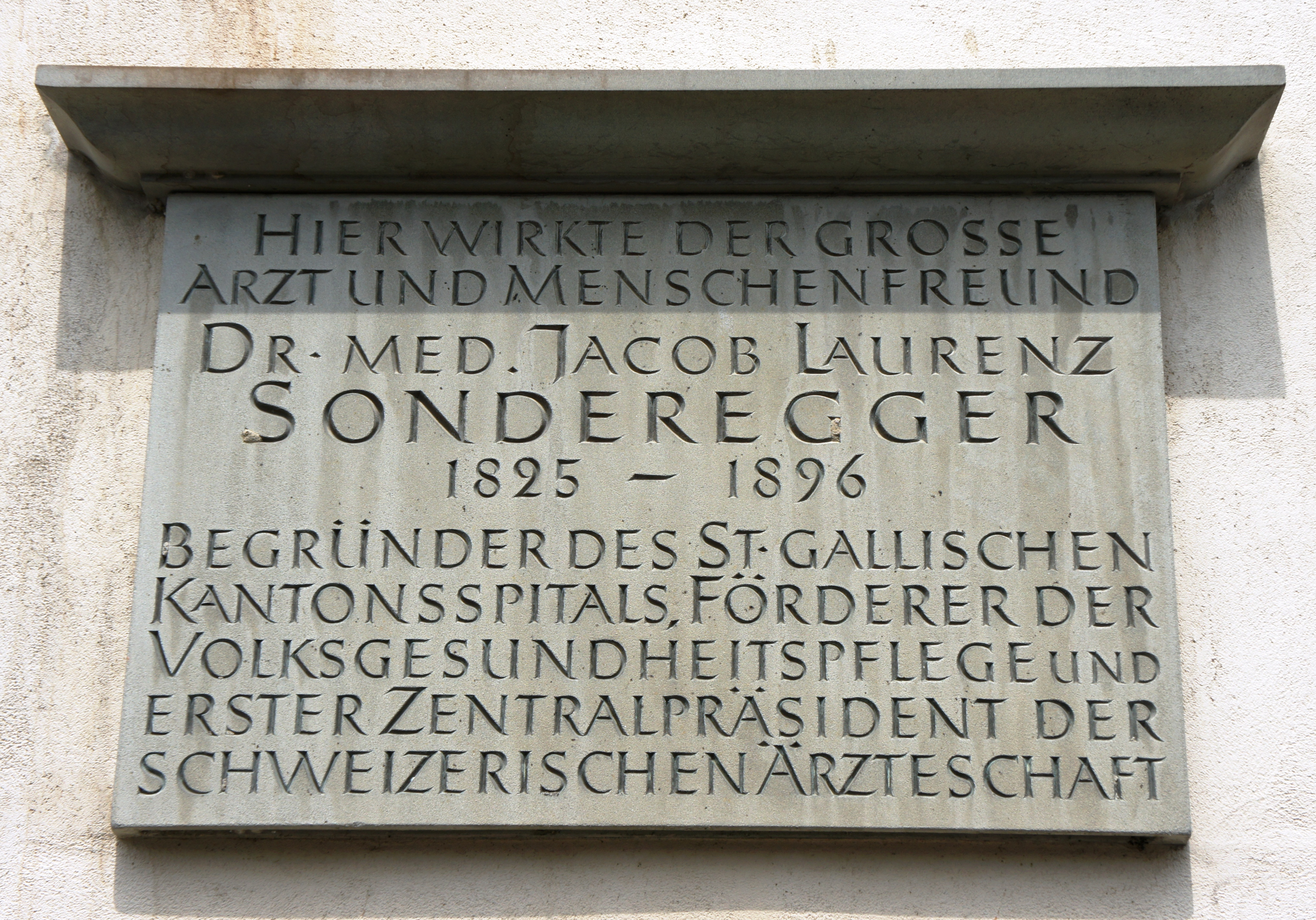
Gedenktafel in Balgach für den ersten Zentralpräsidenten der Schweizerischen Ärzteschaft

## Geschichte
Der Berufsverband entstand im 19. Jahrhundert aus den Zusammenschlüssen verschiedener kantonaler und regionaler Ärztegesellschaften auf dem Gebiet der heutigen Schweiz. Bereits 1788 gründeten aufgeklärte Ärzte die erste schweizerische Standesgesellschaft – die Helvetische Gesellschaft correspondierender Ärzte und Wundärzte. Die erste interkantonale Gesellschaft – die Société médicale de la Suisse romande – wurde 1867 gegründet. Drei Jahre später formierte sich aus den deutschschweizerischen Ärztegesellschaften und der Ärzteorganisation der italienischen Schweiz der «Ärztliche Central-Verein der Schweiz». Diese beiden interkantonalen Gesellschaften vereinigten sich 1901 zur grössten ärztlichen Organisation der Schweiz – zur «Verbindung der Schweizer Ärztinnen und Ärzte». Seit 1920 gibt der Verband die «Schweizerische Ärztezeitung» heraus. Das Generalsekretariat in Bern wurde 1923 eingerichtet.
Der erste Zentralpräsident der schweizerischen Ärzteschaft war der St. Galler Arzt Jakob Laurenz Sonderegger. 2020 wurde Yvonne Gilli zur Präsidentin gewählt.

## Mitgliedschaften in internationalen Organisationen
Die FMH verfolgt die Entwicklungen im Gesundheitswesen auch auf internationaler Ebene. Sie ist aktives Mitglied von zahlreichen Organisationen inner- und ausserhalb Europas.
- CPME (Comité Permanent des Médecins Européens)
- WMA (World Medical Association)
- UEMO (European Union of General Practitioners)
- UEMS (European Union of Medical Specialists)
- EFMA (European Forum of Medical Associations & WHO)
- AEMH (Association Européenne des Médecins des Hôpitaux)
- EANA (Europäische Arbeitsgemeinschaft der niedergelassenen Ärzte)
- CEOM (Conférence Européenne des Ordres des Médecins)